# Sé de Silves
A  Sé  Catedral de Silves  é uma antiga Catedral situada na cidade e freguesia do mesmo nome (mais precisamente no Largo da Sé), no distrito de Faro, Portugal. O edifício foi construído no local de uma antiga Mesquita. Erguida maioritariamente no século XV, a antiga Sé de Silves apresenta hoje um cunho principalmente gótico, mas também elementos de outras épocas, visto ter vindo a sofrer alterações ao longo dos séculos. É a mais importante construção gótica no Algarve e um dos principais monumentos do sul do país. Foi classificado como monumento nacional a 29 de Junho de 1922.

## História

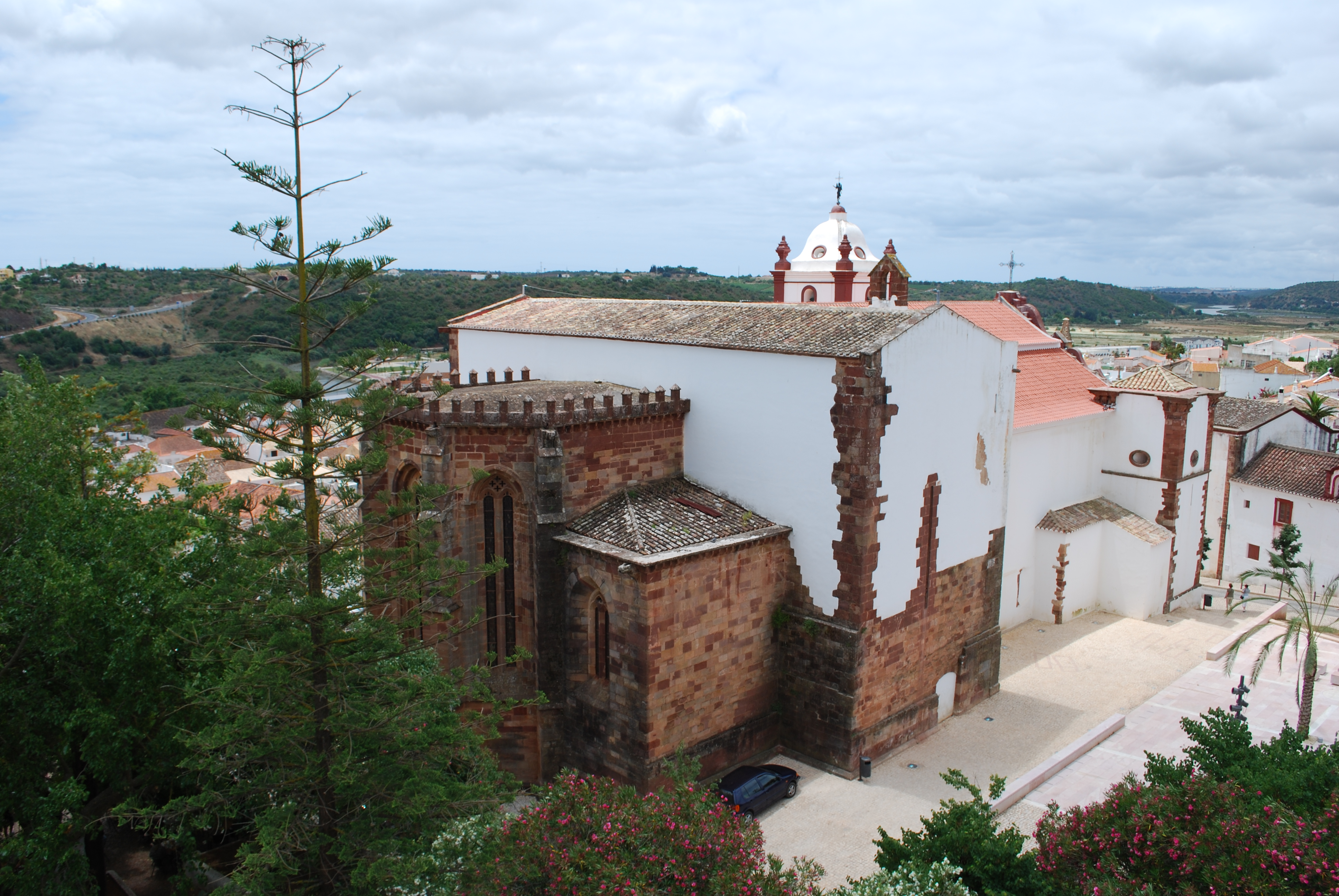
Vista exterior da Sé de Silves, vendo-se o transepto e a cabeceira góticas.

Os detalhes da fundação e construção da Sé de Silves são pouco claros. Em 1189, durante a Reconquista, Silves foi tomada por D. Sancho I aos mouros, e há notícia de que uma catedral foi instituída no lugar da mesquita da cidade. Ainda não foi encontrada, porém, evidência material que comprove inequivocamente a existência de um templo muçulmano no sítio da Sé. Segundo Teresa Gamito, os silhares que formam o embasamento da antiga torre sineira, anexa ao topo Norte do transepto, estão muito mais desgastados do que os restantes, pelo que poderão ser mais antigos do que o edifício da igreja. Durante escavações arqueológicas, foram encontrados vestígios de uma cisterna por debaixo da estrutura da igreja, provavelmente dos finais do século XI ou dos princípios do século XII, que serviria a antiga Mesquita, e que foi demolida durante a construção da catedral. A curta distância da Sé de Silves, foi encontrada uma grande cisterna islâmica, que devido à sua localização, pode ter igualmente servido para abastecer a antiga Mesquita.
Embora não tenham sido encontradas provas definitivas que a Sé tenha sido construída no local da antiga mesquita, o sítio em si é muito rica em vestígios arqueológicos do período muçulmano, tendo sido descobertos indícios de várias estruturas na Rua e no Largo da Sé, e no Largo José Correia Lobo, possivelmente de funções residenciais, além de uma necrópole e de vários espaços escavados no solo, que teriam sido silos e/ou fossas sanitárias.
Maria José Gonçalves avançou a hipótese que a mesquita aljama de Silves não estava situada no local da futura Sé de Silves, mas num local mais a ponte, nas proximidades da porta Sul da muralha islâmica. Com efeito, durante escavações arqueológicas no local onde iria ser construída a nova Biblioteca Municipal foram descobertos alicerces e duas escápulas de bovídeo, com o texto «Em nome de Deus, o Clemente, o Misericordioso», que podem indicar a presença da mesquita aljama naquele sítio. Este edifício pode ter sido construído durante o período almóada, para complementar a mesquita original, no interior da almedina, quando aquela deixou de ter capacidade suficiente para o número de fiéis.

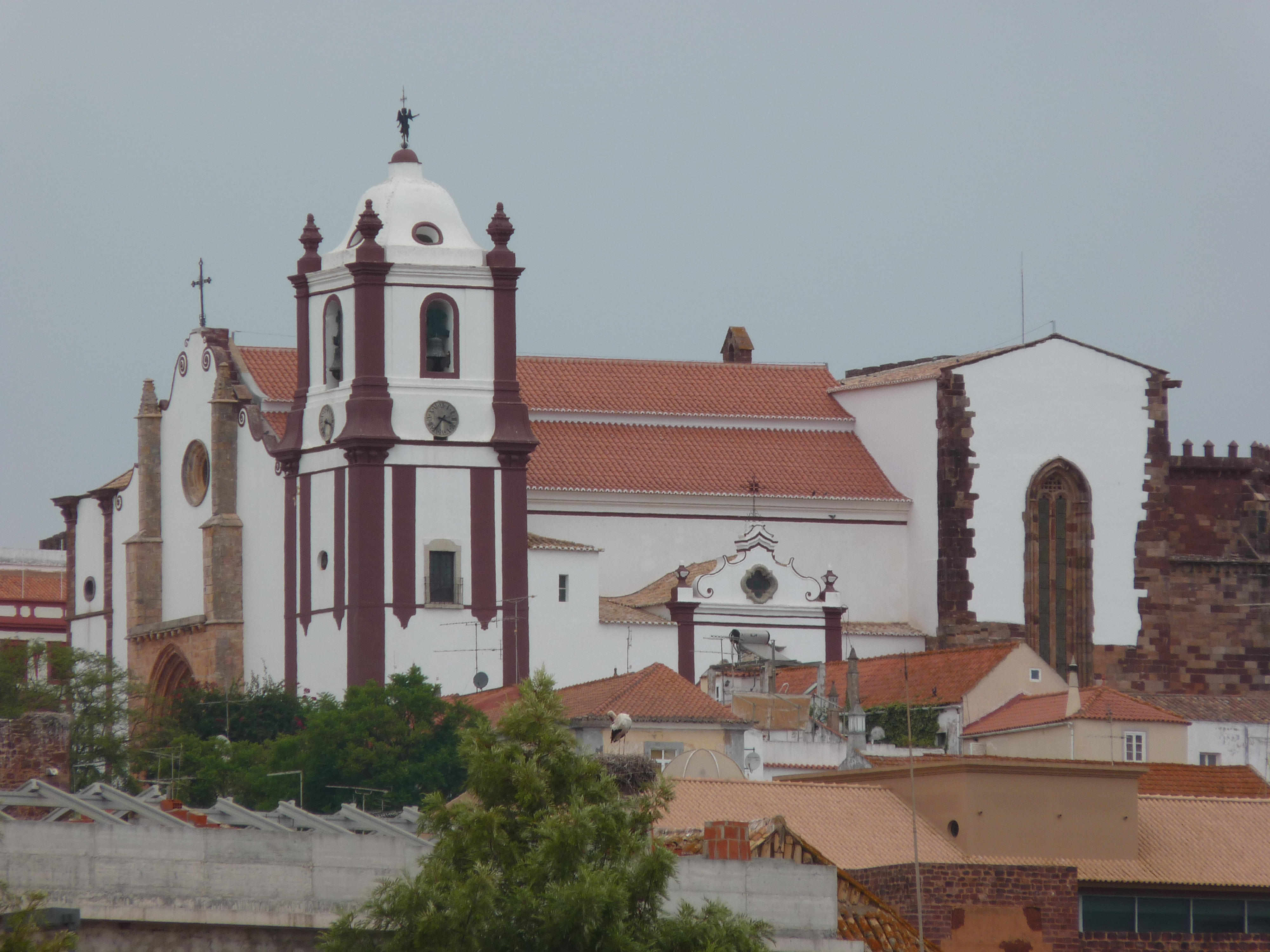
Vista da Sé desde o centro histórico.

A construção da catedral teve impulso a partir de 1268, ano em que o Algarve passa definitivamente à posse do reino português, durante o reinado de D. Afonso III. Da segunda metade do século XIII data a organização geral da cabeceira e demais partes da igreja. As obras, porém, foram lentas, e no século XIV ainda estavam longe de serem concluídas. Em 1352-53, um grande sismo terá afetado a Sé em construção. Entre os séculos XIII e XIV, a zona da Sé era utilizada como cemitério cristão, tendo sido encontrados os restos osteológicos de vários indivíduos.
A partir da década de 1440 o estaleiro da Sé tomou impulso definitivo, com a simplificação do programa construtivo. Devido a isso, como observado por Mário Chicó, a nave tem um caráter mais austero que a cabeceira e o transepto. O portal principal da catedral, inserido num alfiz (elemento rectangular em pedra onde se insere todo o portal), é formado por um arco quebrado composto por arquivoltas dispostas em degraus. Os capitéis são estilisticamente emparentados aos do Mosteiro da Batalha, edifício que muito influenciou a catedral.
Em 25 de Outubro de 1495, D. João II morreu em Alvor, tendo antes de falecer pedido para que o seu corpo fosse depositado na Sé de Silves, e depois que as suas ossadas fossem transportadas para o Mosteiro da Batalha. Segundo Garcia de Resende, foi sepultado em Silves com três alcofas de cal virgem para acelerar a degradação do corpo, mas quando o desenterraram ainda estava inteiro, embora as tábuas, uma alcatifa e um lençol tenham sido danificadas pela cal. Em 1499, com a presença de D. Manuel em Silves, os restos mortais de D. João II foram exumados e transladados para o Mosteiro da Batalha, onde foram sepultados definitivamente. Esse evento é recordado por uma lápide com inscrições góticas localizada na capela-mor da Sé, e possivelmente pela Cruz de Portugal, um monumento situado na saída da cidade no sentido de São Bartolomeu de Messines, que poderá ter sido oferecida por D. Manuel em 1499.
Quando ainda no Algarve, D. Manuel I ordenou obras na Sé de Silves. Porém, durante o século XVI, Silves entrou em decadência progressiva, causada em parte pelo assoreamento do rio Arade e pela importância crescente das áreas costeiras. Assim, em 1538, o bispo D. Manuel de Sousa pediu a transferência da sede da Diocese do Algarve de Silves a Faro, o que concretou-se apenas em 1577, durante a gestão do bispo Jerónimo Osório, um dos grandes humanistas e teólogos portugueses.
A antiga Sé foi muito afetada pelo Terramoto de 1755 e passou por várias campanhas de restauro. Essas obras estavam terminadas por volta de 1758, quando foi concluída a parte superior da fachada principal, como seu frontão barroco com volutas, e a fachada sul, com a torre sineira. A partir de 1931, o edifício passou por um extenso programa de restauro patrocinado pelo DGEMN em que foram retirados muitos retábulos, o órgão e outros elementos dos séculos XVII e XVIII. No âmbito destas obras, em 1940 a Cruz de Portugal foi colocada no largo entre a Sé e o Castelo, tendo regressado ao local original em 1957. Em 7 de Outubro de 1938, o jornal Diário de Lisboa alertou para o mau estado de conservação da Sé, principalmente as fendas no telhado, que deixavam passar a chuva, criando poças no interior do edifício, e o aumento das infiltrações de água. A Direcção-Geral dos Edifícios e Monumentos Nacionais estava ciente dos problemas e destinou alguns fundos para as obras, mas estes eram demasiado reduzidos, levando a grandes interrupções nos trabalhos.

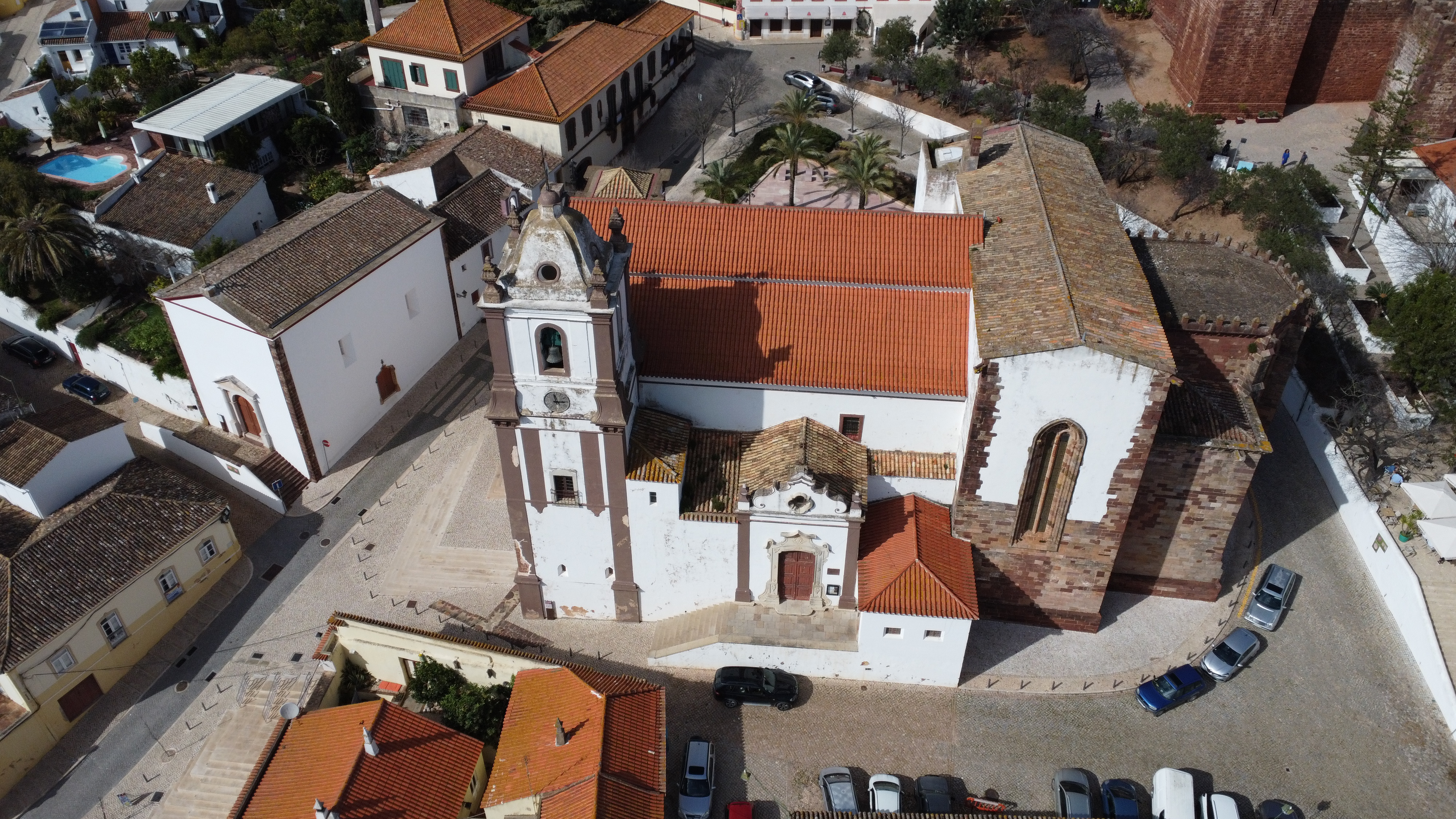
Vista aérea da Sé de Silves.

Em meados da Década de 2000, foram feitas várias escavações arqueológicas na zona da Sé, no âmbito do programa POLIS de Silves, tendo sido descobertos vários vestígios de estruturas da época muçulmana. Em Outubro de 2016, foi organizada a palestra Restauro das Esculturas da Sé de Silves no Salão Paroquial da cidade, durante o qual Ana Mascarenhas, técnica da autarquia, discursou sobre as intervenções de restauro que fez na imaginária da catedral.
Em Fevereiro de 2017, o Programa Operacional CRESC Algarve 2020 aprovou cinco candidaturas da Direcção Regional da Cultura do Algarve para obras em monumentos, incluindo a conservação do portal principal da Sé de Silves. Em 1 de Fevereiro de 2018, a Direcção Regional de Cultura informou que já tinham sido terminadas as obras de manutenção e recuperação no portal da Sé, que contemplaram o portal, o varandim exterior e os pináculos. Esta intervenção incluiu a limpeza das pedras da silharia e das juntas, que foram refechadas, e a consolidação e o reposicionamento das aduelas nas arquivoltas do portal, que estavam em mau estado de conservação. Também foram pintadas as portas em madeira, tanto as da entrada principal como a que ligava o varandim na fachada ao antigo coro alto. Os trabalhos foram feitos pela empresa Samthiago, Conservação e Restauro, tendo o custo total, no valor de 72.910 Euros, sido parcialmente financiado pelo Fundo Europeu de Desenvolvimento Regional. Foram organizadas pela Direcção Regional de Cultura, com a colaboração da Paróquia de Nossa Senhora da Conceição e da Câmara Municipal de Silves, tendo esta última feito obras para a drenagem das águas pluviais no lado Norte, que foram a origem de alguns dos problemas verificados no edifício.
Em 24 de Março de 2018, a autarquia de Silves desligou as luzes da Sé, dos Paços do Concelho e do Castelo durante uma hora, no âmbito da iniciativa Hora do Planeta, criada pela organização World Wide Fund for Nature como forma de sensibilizar as populações contra as alterações climáticas.

## Características

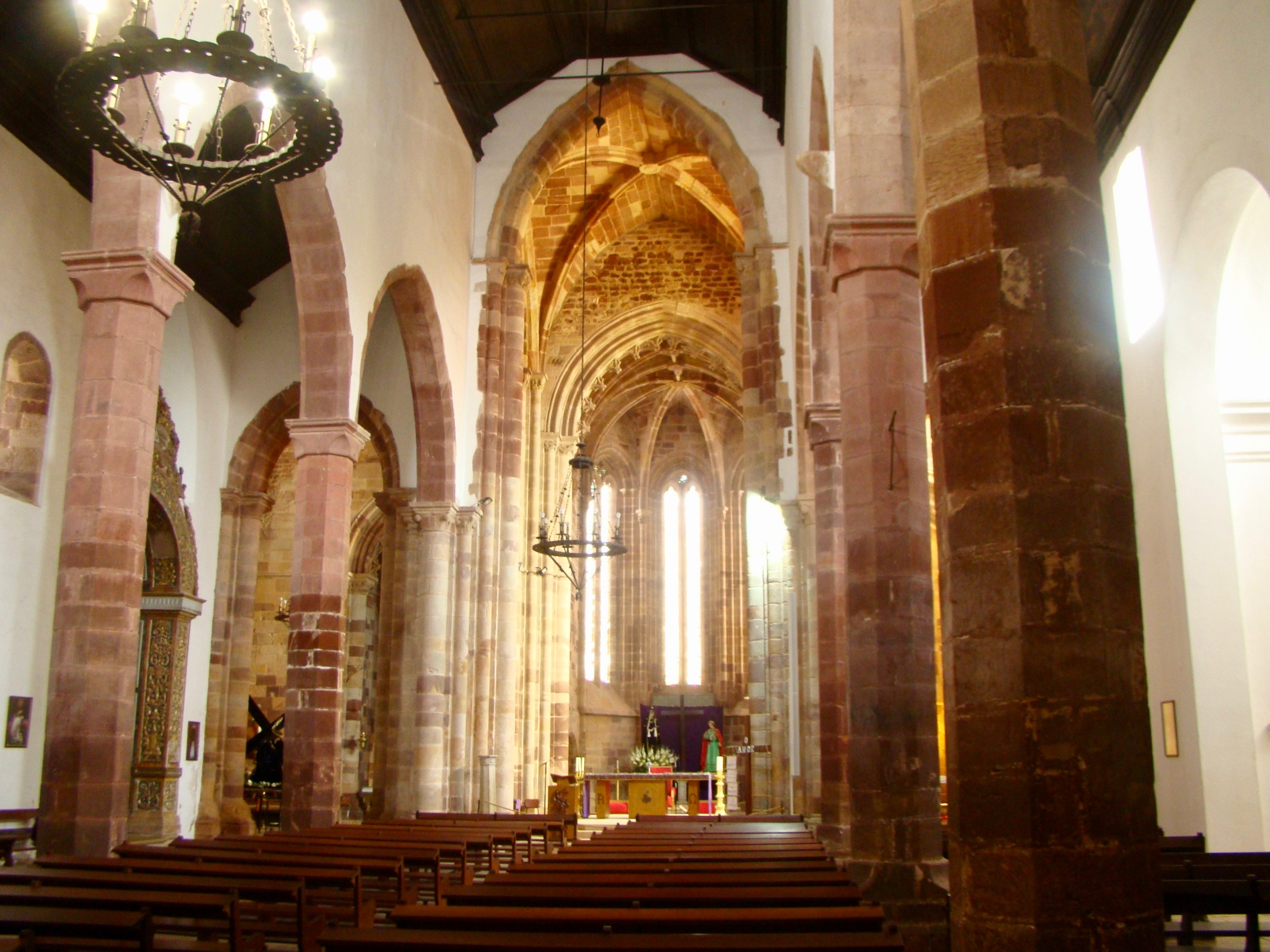
Vista do interior da Sé de Silves em direção ao coro.

A Sé de Silves é um templo de planta de cruz latina de três naves e transepto saliente. A cabeceira é tripartida, com uma abside poligonal flanqueada por dois absidiolos de planta rectangular. No interior as naves escalonadas tem cobertura de madeira e estão separadas por arcos quebrados com pilares de secção oitavada, dotados de capitéis. As abóbadas de pedra do cruzeiro e das capelas da cabeceira são de cruzaria de ogivas. O arco triunfal que separa a capela-mor do transepto tem o intradorso rendilhado. Tanto o transepto como a cabeceira são iluminados por janelões de feição gótica. A torre sineira original terá estado situada na face Norte do edifício, junto ao transepto.
O seu interior alberga no pavimento diversos túmulos de bispos e de famílias nobres de Silves datados dos séculos XV e XVI, que correspondem à época áurea da Sé e da cidade. Na capela-mor encontra-se a pedra tumular de D. João II, sepultado aqui em 1495 e posteriormente transladado para o Mosteiro da Batalha. A lápide em letra gótica diz (em grafia modernizada): "Aqui foi sepultado o corpo do muito alto E muito excelente príncipe E muito poderoso El rei dom João o segundo Rei de Portugal E dos algarves D'aquém E d'além mar em África senhor de Guiné o qual se finou em alvor aos xxb dias d'outubro de M iiiic lRb E foram Daqui transladados os seus ossos Para o mosteiro Da batalha No Ano de Mil Quatrocentos E Noventa E Nove Anos".
A fachada principal da Sé possui um alfiz com um portal de arco quebrado.[carece de fontes?]  Sobre o portal há um pequeno balcão assente em cachorrada historiada com figuras animais e humanas. O portal gótico é composto por quatro arquivoltas com capitéis decorados por motivos vegetalistas e antropomórficos relacionados estilisticamente ao estaleiro batalhino. A arquivolta mais exterior possui um friso decorado com folhagem, bagas e figuras animais e humanas. As características do portal e do friso se repetem no portal principal da Igreja Matriz de Portimão, onde provavelmente trabalharam artistas que antes haviam participado da construção da Sé de Silves na última metade do século XV. Os principais materiais utilizados na construção do edifício foram o arenito vermelho e os calcários dolomíticos de Silves, tendo este último sido empregue no portal principal.
É considerado pela Direcção Regional de Cultura como um dos principais monumentos do Algarve, não só devido às suas funções religiosa e turística, mas também por manter ainda um estilo principalmente gótico, apesar de várias alterações ao longo da sua história.

## Galeria

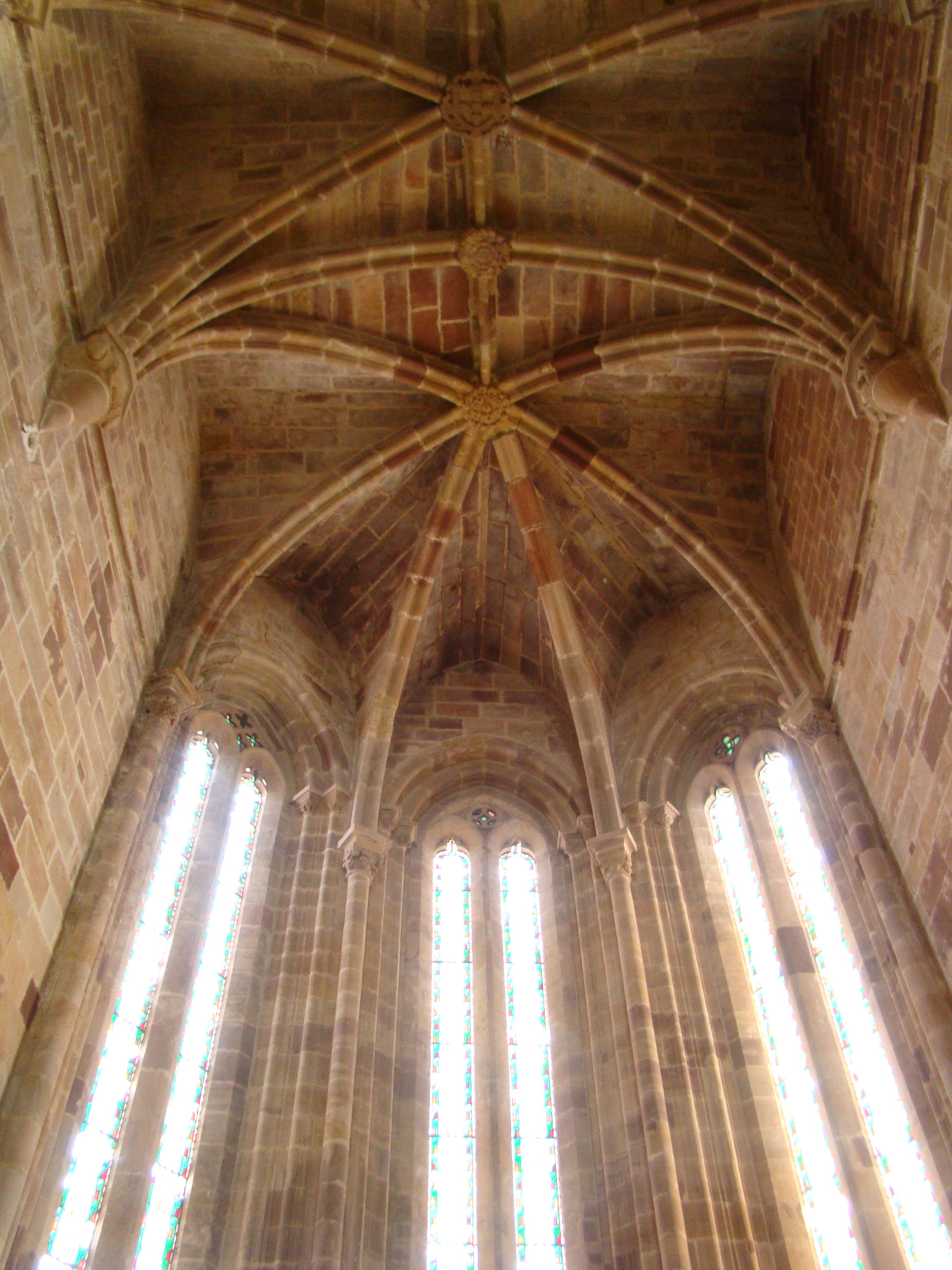
Coro gótico da Sé.
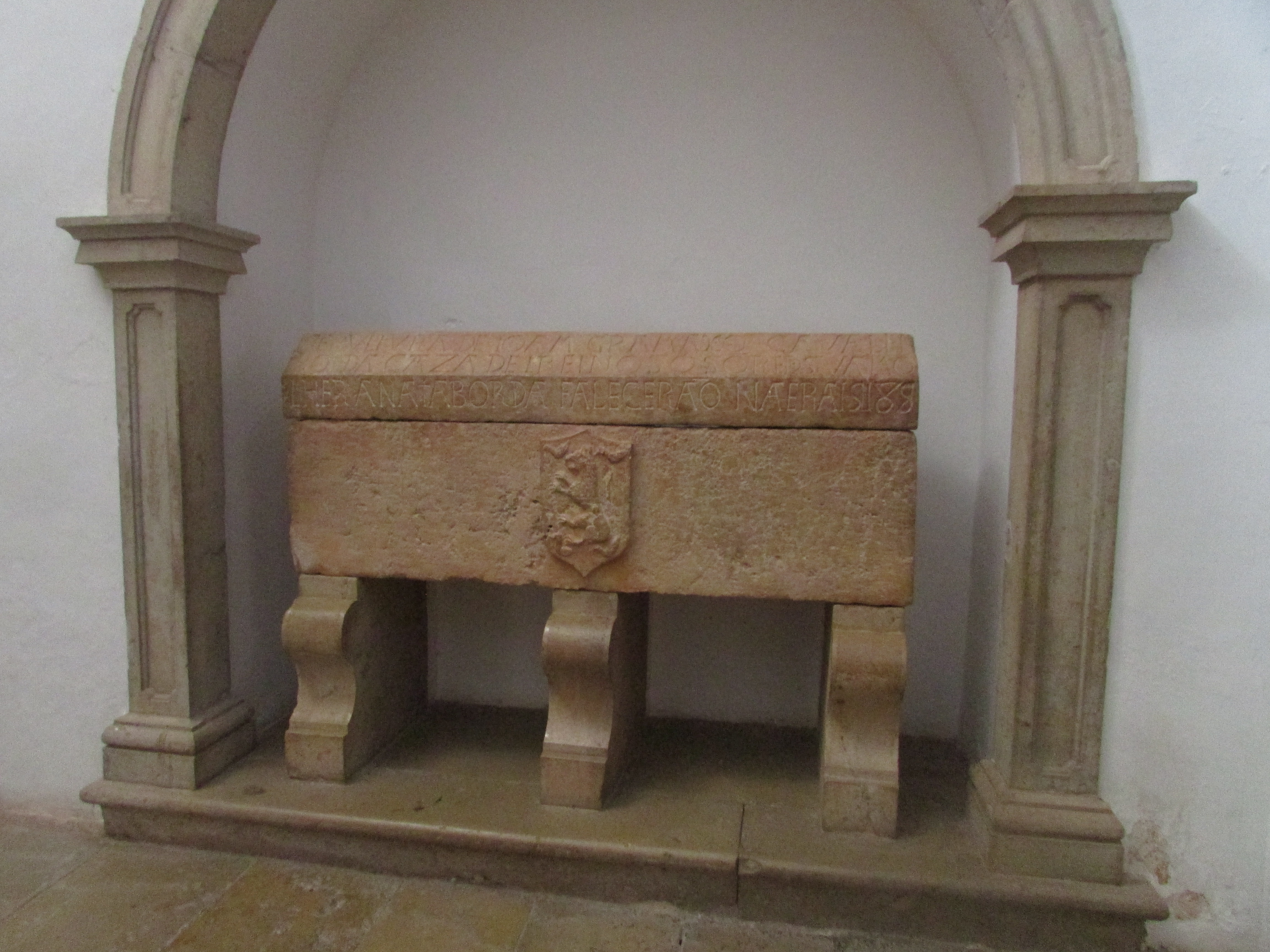
Sepultura de João Gramacho e a sua esposa Ana Taborda.
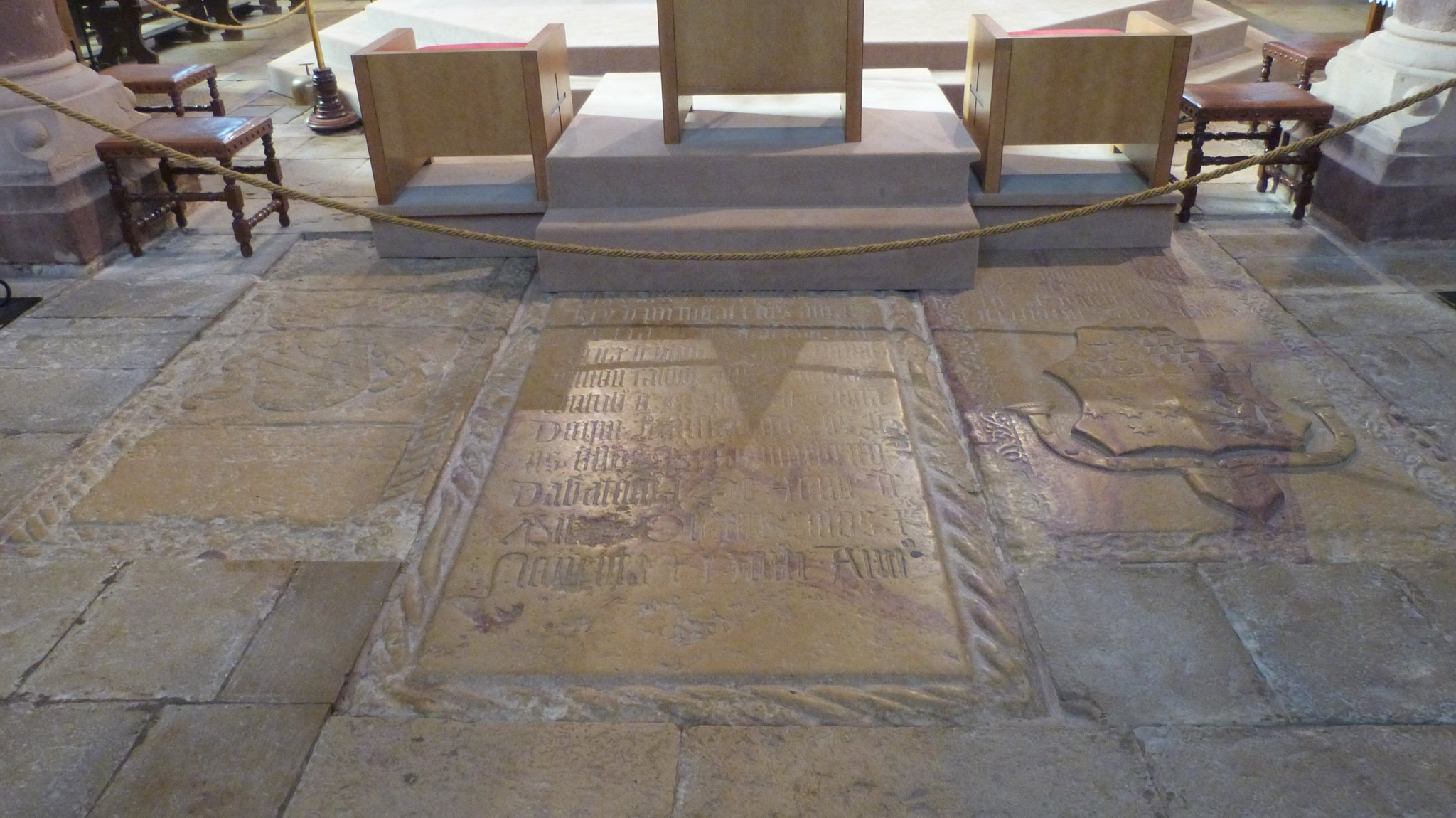
Os túmulos de Vincente Raposa Viegas, do rei João II e do Bispo Fernando Coutinho.
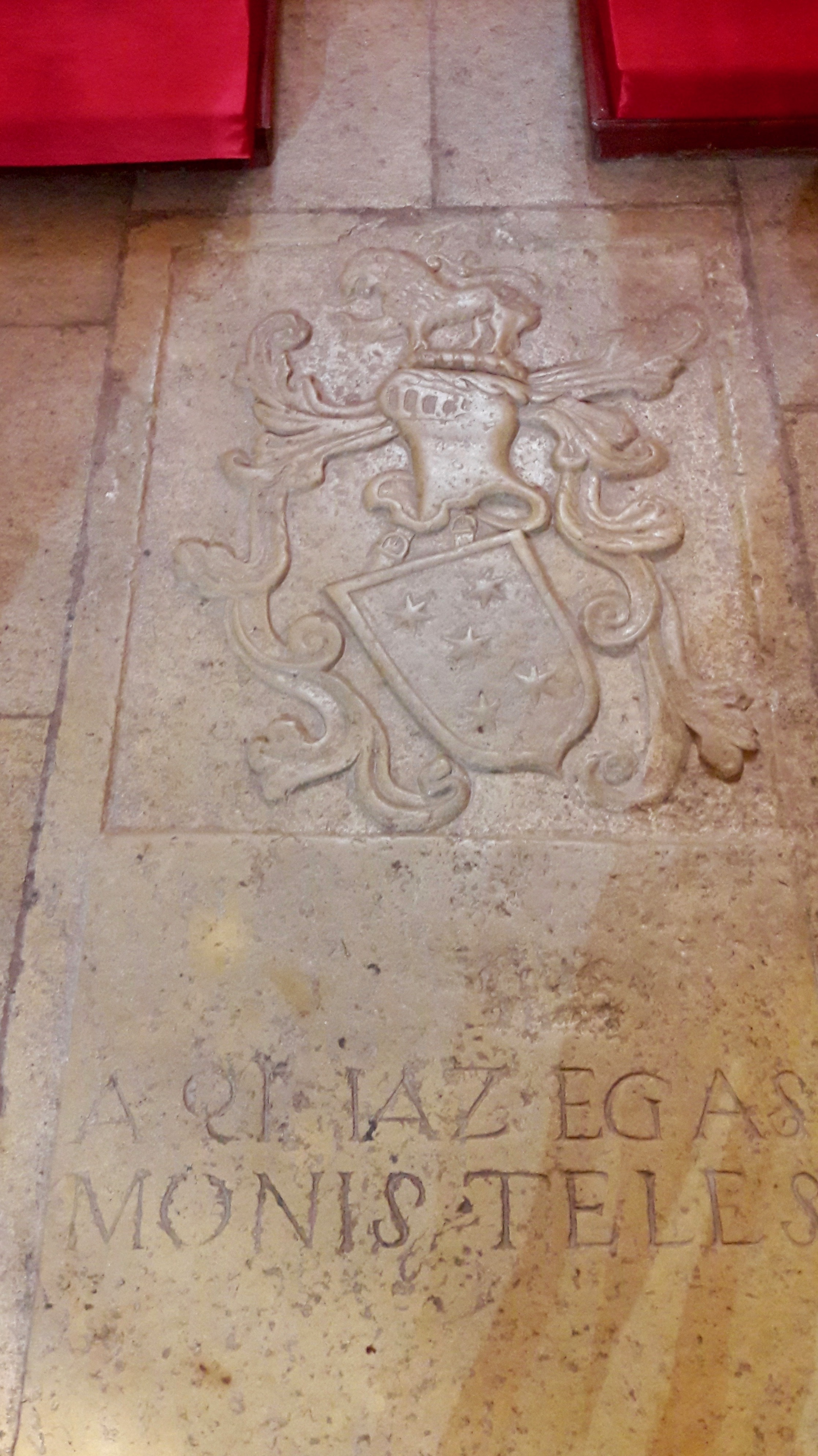
Túmulo do fidalgo Egas Moniz Teles, cuja família foi das primeiras a povoar a ilha da Madeira.
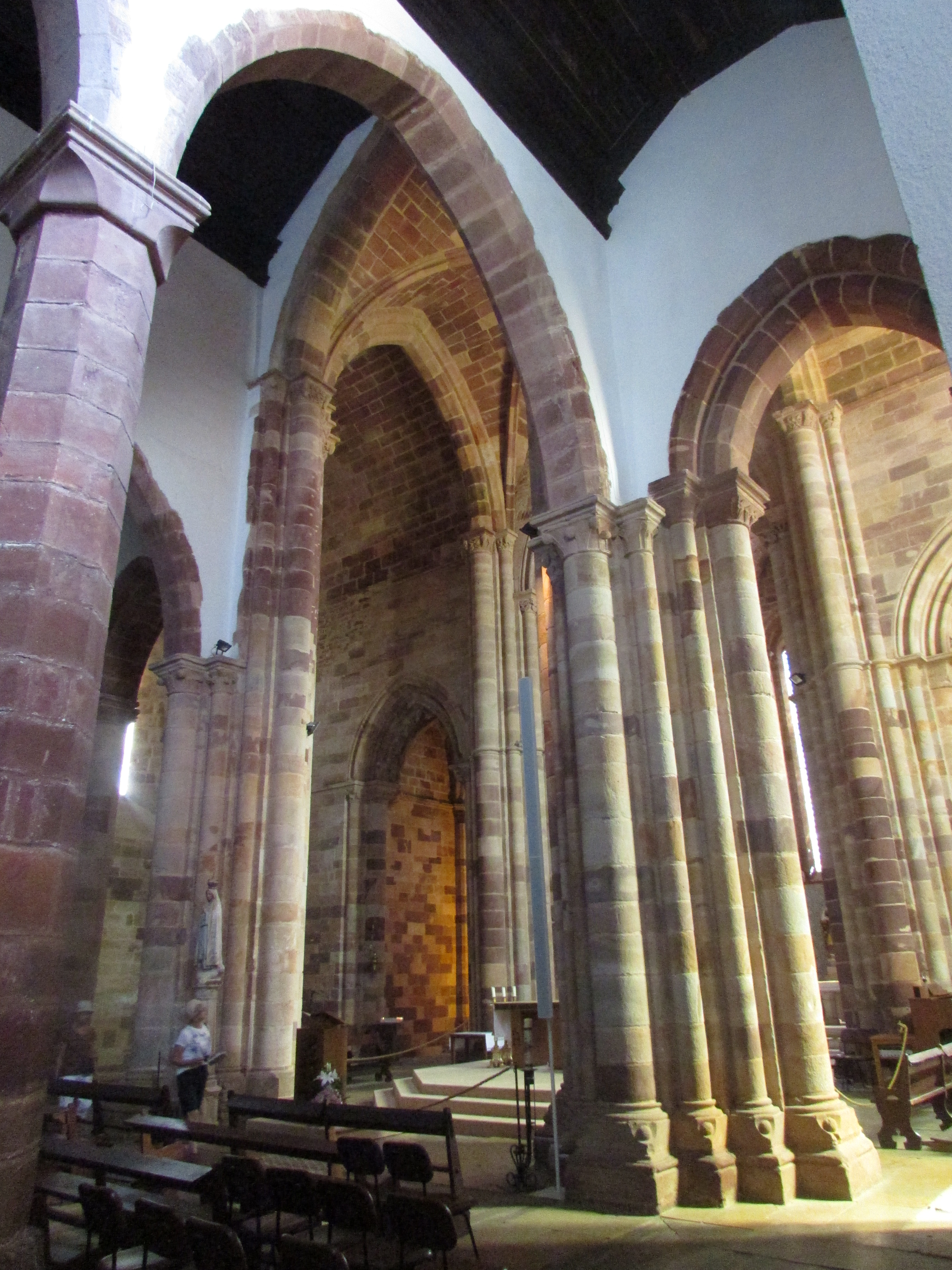
Detalhes dos pilares.
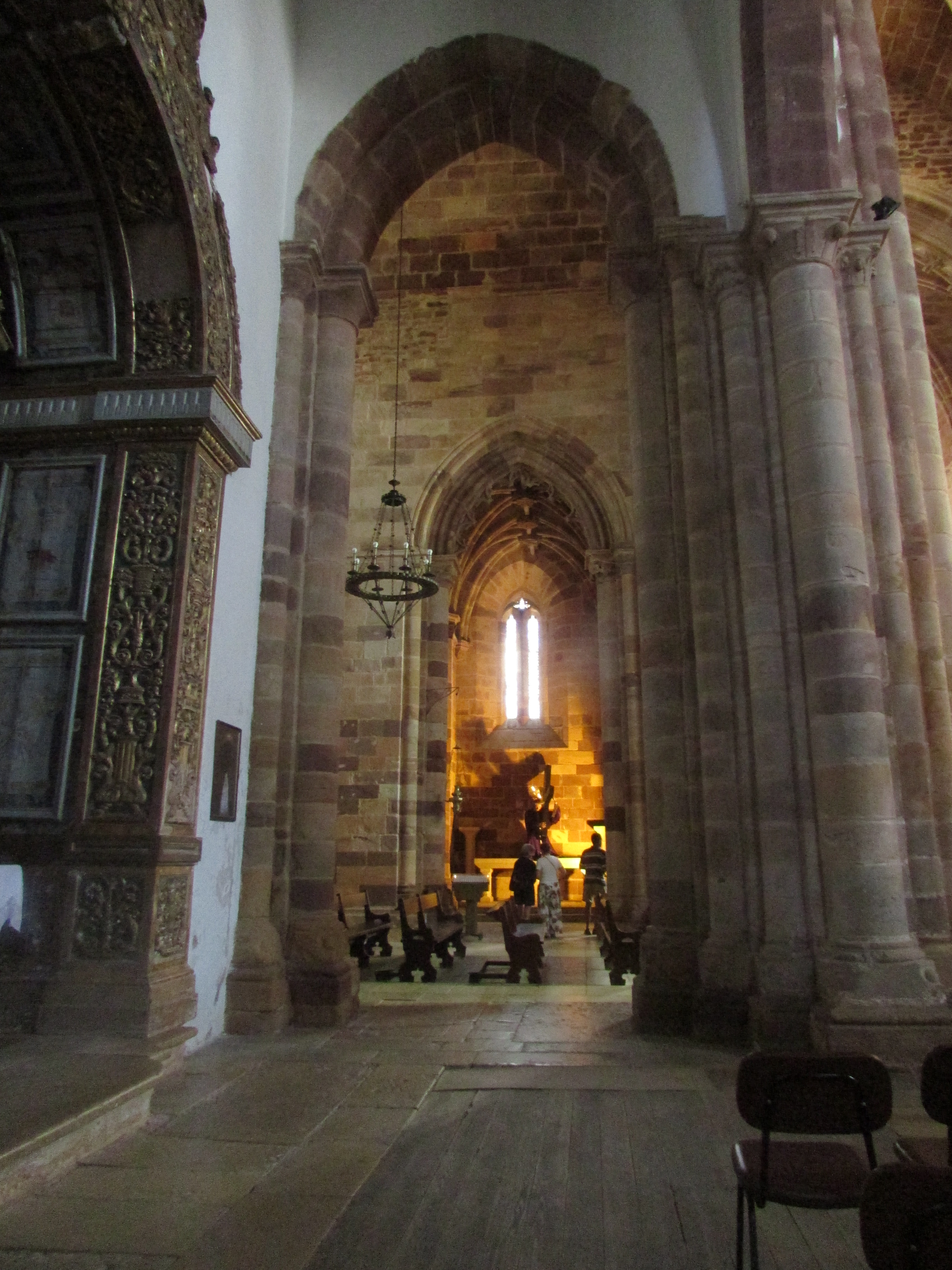
Capela do Nosso Senhor das Estações.
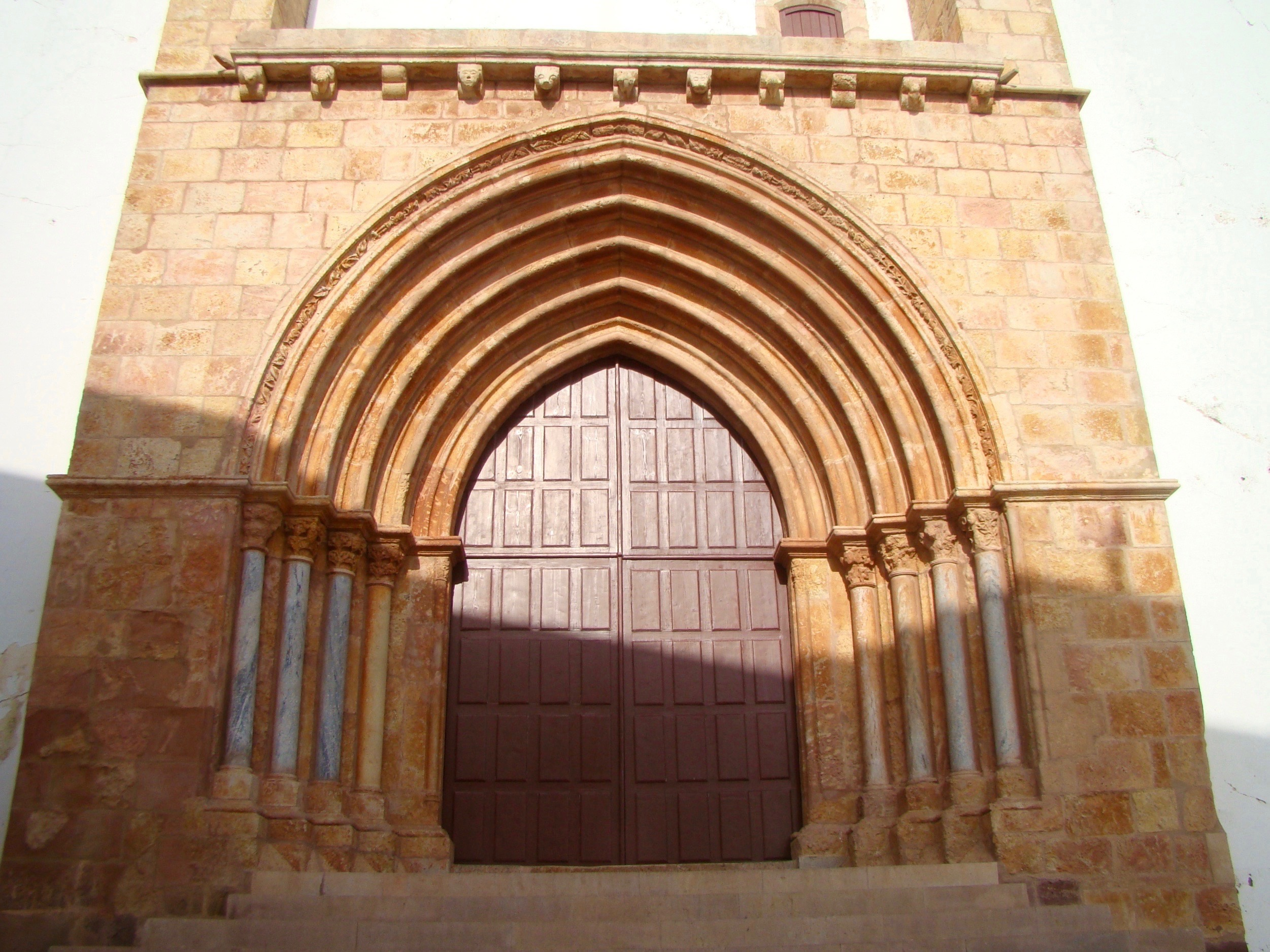
Portal principal.
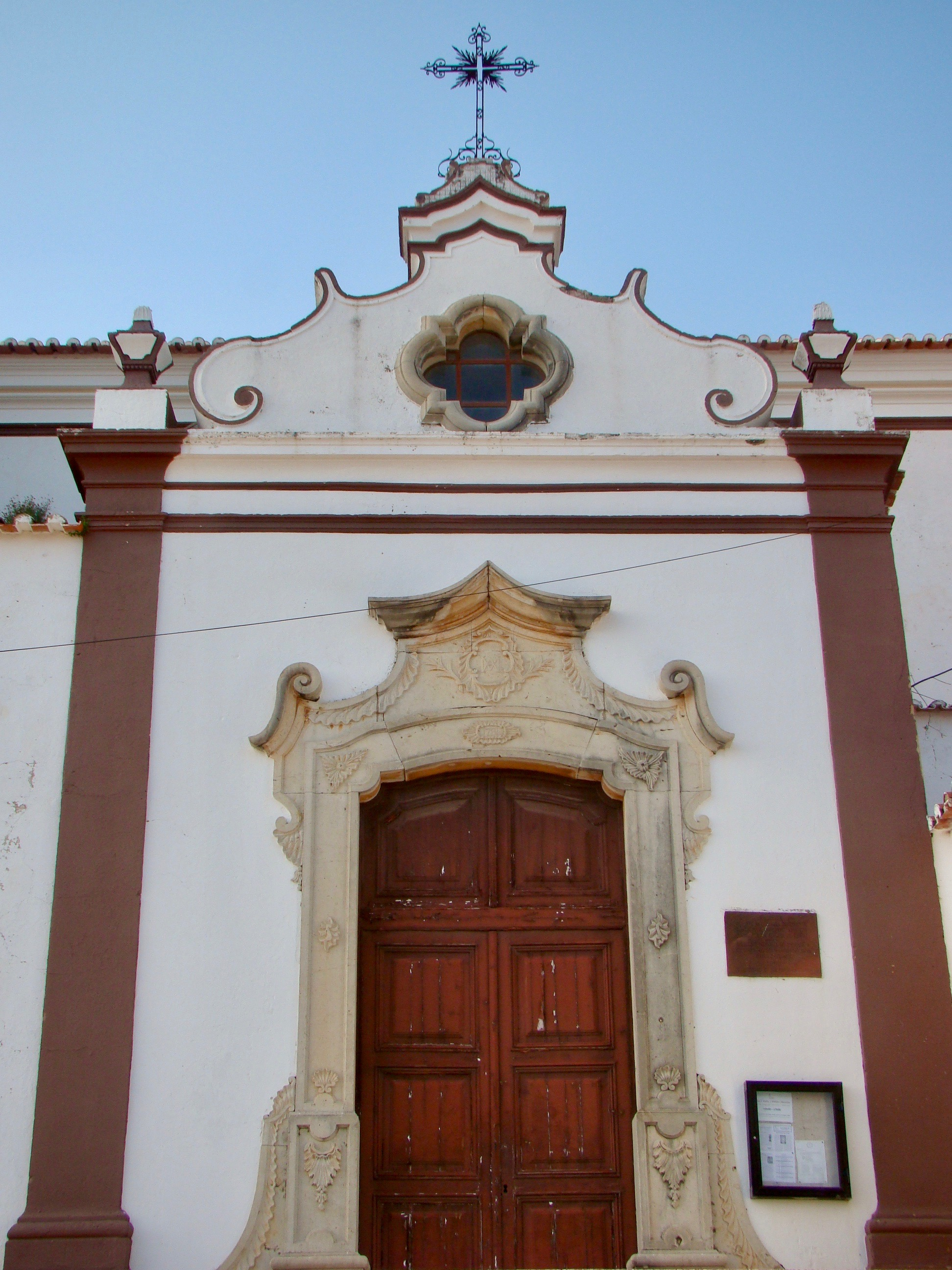
Portal lateral.
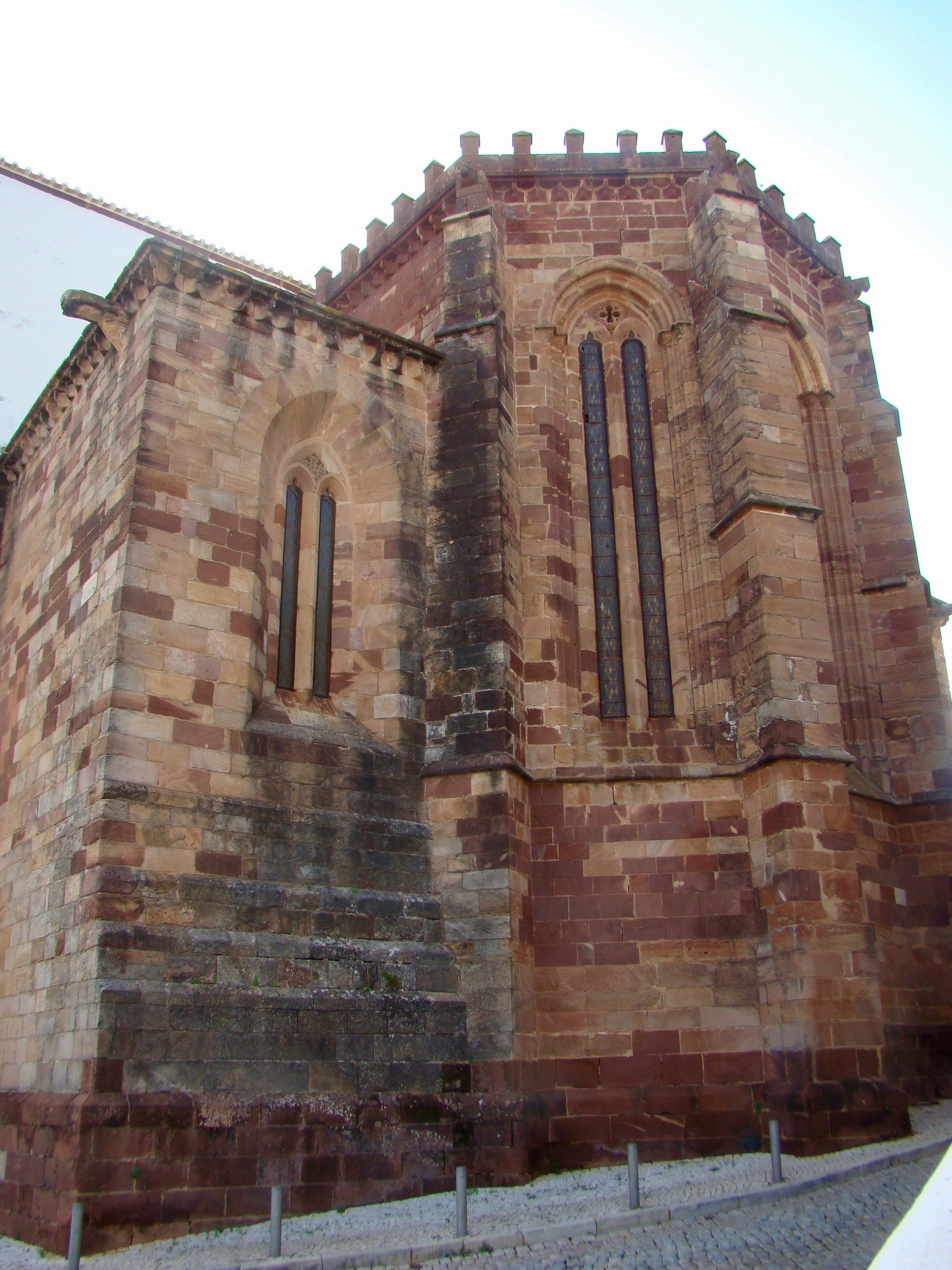
Vista lateral da abside gótica.

## Leitura recomendada
- CATARINO, Helena (2002). O Algarve Islâmico. Roteiro por Faro, Loulé. Silves e Tavira. Faro: Comissão de Coordenação da Região do Algarve
- DOMINGUES, José Domingos Garcia (2002). Silves. Guia turístico da cidade e do concelho. [S.l.: s.n.]
- GAMITO, Teresa;  et al. (2005). «A cisterna árabe e a sua possível ligação à mesquita maior da cidade». Monumentos (23). p. 56-61
- GAMITO, Teresa;  et al. (1997). «A Sé de Silves: a memória da pedra». Arqueologia Medieval (5). p. 277-293
- GONÇALVES, Maria José; MORENO-GARCÍA; PIMENTA, Carlos (2006). «Em nome de Deus, o Clemente, o Misericordioso. Ossos com inscrições árabes de um arrabalde islâmico de Silves». Xelb. Volume II (6). p. 165-180
- GONÇALVES, Maria José (2010). «Novas problemáticas relacionadas com a topografia da cidade islâmica de Silves». Arqueologia Medieval (11). p. 131-132
- JÚDICE, Pedro Júdice (1954). A Sé e o Castelo de Silves. Vila Nova de Gaia: [s.n.]